# Stazione di Cairano
La stazione di Cairano era una fermata ferroviaria ubicata lungo la linea Avellino-Rocchetta Sant'Antonio. Serviva il centro abitato di Cairano, situato a circa 4 km da essa.

## Storia
La fermata venne attivata insieme alla parte centrale della ferrovia da Paternopoli a Monteverde il 27 ottobre 1895.
Danneggiata dal terremoto dell'Irpinia del 1980, nel 1983 la fermata fu accorpata alla vicina stazione di Conza-Andretta, appena ricostruita, nell'ambito della costruzione di un nuovo tracciato per la parte di linea vicina al lago di Conza, ove la costruzione di una diga avrebbe portato a breve il vecchio percorso sotto il livello dell'acqua. L'esercizio ferroviario sulla linea è stato sospeso il 12 dicembre 2010 e riattivato a partire dal 2016 per treni turistici.

## Strutture e impianti
La fermata era dotata di un binario passante dotato di marciapiede per il servizio passeggeri e di un piccolo casello riportante la progressiva chilometrica.